# Аца (село)
Аца — село в Красночикойском районе Забайкальского края России. Входит в состав сельского поселения «Захаровское». Основано в 1732 году.

## География
Село находится в северной части района, на правом берегу реки Аца, на расстоянии примерно 55 км (по прямой) к северо-востоку от села Красный Чикой, административного центра района. Абсолютная высота — 835 м над уровнем моря.
Климат
Климат характеризуется как резко континентальный. Средняя температура самого тёплого месяца (июля) составляет 14 — 16 °С (абсолютный максимум — 36 °С). Средняя температура самого холодного месяца (января) — −22 — −26 °С (абсолютный минимум — −53 °С). Годовое количество осадков — 350—500 мм.
Часовой пояс
Село Аца находится в часовой зоне МСК+6. Смещение применяемого времени относительно UTC составляет +9:00.

## Население
| 1926 | 2002 | 2010 | 2021 |
| ---- | ---- | ---- | ---- |
| 519  | ↘210 | ↘175 | ↘140 |

Половой состав
По данным Всероссийской переписи населения 2010 года, в гендерной структуре населения мужчины составляли 54,3 %, женщины — соответственно 45,7 %.
Национальный состав
Согласно результатам переписи 2002 года, в национальной структуре населения русские составляли 100 % из 210 чел.

## Инфраструктура
В селе функционируют начальная общеобразовательная школа, информационно-досуговый центр и фельдшерско-акушерский пункт.

## Улицы
| - ул. Алентуй, - ул. Болотная, | - ул. Горная, - ул. Центральная. |